# Elecciones estatales de Baja California de 1992
Las Elecciones estatales de Baja California de 1992 se llevaron a cabo el domingo 5 de julio de 1992, y en ellas fueron renovados los titulares de los siguientes cargos de elección popular del estado mexicano de Baja California Norte:
- 4 Ayuntamientos. Formados por un Presidente Municipal, regidores y síndicos, electos para un periodo de tres años, no reelegibles de manera consecutiva.
- Diputados al Congreso del Estado. Electos por mayoría relativa elegidos en cada uno de los distritos electorales del estado.

## Resultados electorales

### Ayuntamientos
| Municipio | Candidato Electo                | Partido |
| --------- | ------------------------------- | ------- |
| Ensenada  | Oscar Sánchez del Palacio       |         |
| Mexicali  | Francisco Pérez Tejada Aguilera |         |
| Tecate    | Pablo Contreras Rodríguez       |         |
| Tijuana   | Héctor Osuna Jaime              |         |

### Congreso del Estado

#### Elección Popular
| Distrito | Ubicado En | Partido o Coalición | Diputado Electo                    |
| -------- | ---------- | ------------------- | ---------------------------------- |
| I        | Mexicali   |                     | Armando Martínez Gámez             |
| II       | Mexicali   |                     | Manuel Alberto Ramos Rubio         |
| III      | Mexicali   |                     | Carlos Flores Reyes                |
| IV       | Mexicali   |                     | Leobardo Roa Halmecke              |
| V        | Mexicali   |                     | Rodolfo Fierro Márquez             |
| VI       | Mexicali   |                     | Héctor Humberto López Barraza      |
| VII      | Tecate     |                     | Luis Vizcarra Vizcarra             |
| VIII     | Tijuana    |                     | Francisco Javier Zepeda Villaseñor |
| IX       | Tijuana    |                     | César Alejandro Monraz Sustaita    |
| X        | Tijuana    |                     | Gustavo Dávila Rodríguez           |
| XI       | Tijuana    |                     | Francisco Javier Reynoso Nuño      |
| XII      | Tijuana    |                     | Armando Ayón Carrillo              |
| XIII     | Tijuana    |                     | Rafaela Martínez Cantú             |
| XIV      | Ensenada   |                     | César Mancillas Hernández          |
| XV       | Ensenada   |                     | Luis Mercado Solís                 |

#### Representación Proporcional
| Distrito | Ubicado En | Partido o Coalición | Diputado Electo               |
| -------- | ---------- | ------------------- | ----------------------------- |
| II       | Mexicali   |                     | Silvia Beltrán Goldsmith      |
| VI       | Mexicali   |                     | Humberto Zúñiga Sandoval      |
| XIII     | Tijuana    |                     | José Luis Sabori Granados     |
| XIV      | Ensenada   |                     | Rodolfo Armando Armenta Scott |